# Benthophiloides turcomanus
Benthophiloides turcomanus é uma espécie de peixe da família Gobiidae e da ordem Perciformes.

## Morfologia
- Os machos podem atingir 3 cm de comprimento total.[4][5]

## Habitat
É um peixe de água doce, de clima temperado e demersal que vive até 27 m de profundidade.

## Distribuição geográfica
É encontrado na Ásia: Irão e o Turquemenistão.

## Observações
É inofensivo para os humanos.